# Paranemastoma ancae
Espèce
Paranemastoma ancae est une espèce d'opilions dyspnois de la famille des Nemastomatidae.

## Distribution
Cette espèce est endémique de Roumanie. Elle se rencontre dans les monts Apucènes vers Răcaş.

## Description
Le mâle syntype mesure 3,35 mm et la femelle syntype 4,25 mm.

## Systématique et taxinomie
Cette espèce a été décrite par Avram en 1973.

## Étymologie
Cette espèce est nommée en l'honneur d'Anca Burghele-Bălăcesc.

## Publication originale
- Avram, 1973 : « Paranemastoma ancae n. sp. (Opilionidea, Nemastomatidae). » Travaux de l'Institut de Spéologie Émile Racovitza, vol. 12, p. 135–138.